# ICD-10 Chương 5: Rối loạn tâm thần và hành vi
Phiên bản năm 2010 có thể xem trực tuyến qua liên kết này: http://www.who.int/classifications/apps/icd/icd10online/

## Rối loạn tâm thần và hành vi (F00-F99)

### Rối loạn tâm thần thực thể bao gồm rối loạn tâm thần triệu chứng (F00-F09)
- (F00) Sa sút tâm thần trong bệnh Alzheimer
- (F01) Sa sút tâm thần trong bệnh mạch máu
- (F02) Sa sút tâm thần trong các bệnh khác đã được phân loại ở phần khác 
  - (F02.0) Sa sút tâm thần trong bệnh Pick
  - (F02.1) Sa sút tâm thần trong bệnh Creutzfeldt-Jakob
  - (F02.2)Sa sút tâm thần trong bệnh Huntington
  - (F02.3) Sa sút tâm thần trong bệnh Parkinson
  - (F02.4) Sa sút tâm thần liên quan đến HIV
- (F03) Sa sút tâm thần không xác định
- (F04) Hội chứng quên thực thể không do rượu và chất tác động tâm thần khác
- (F05) Sảng không do rượu và chất tác động tâm thần khác
- (F06) Rối loạn tâm thần khác do tổn thương và rối loạn chức nǎng não và do bệnh cơ thể
- (F07) Rối loạn nhân cách và hành vi do bệnh não, tổn thương và rối loạn chức nǎng não
- (F09)Rối loạn tâm thần thực thể hoặc triệu chứng không xác định

### Rối loạn tâm thần và hành vi do sử dụng các chất tác động tâm thần(F10-F19)
- (F10) Rối loạn tâm thần và hành vi do sử dụng rượu
- (F11) Rối loạn tâm thần và hành vi do sử dụng các dạng thuốc phiện
- (F12) Rối loạn tâm thần và hành vi do sử dụng các dạng cần sa
- (F13)Rối loạn tâm thần và hành vi do sử dụng các thuốc an thần hoặc thuốc ngủ
- (F14) Rối loạn tâm thần và hành vi do sử dụng cocaine
- (F15)Rối loạn tâm thần và hành vi do sử dụng các chất kích thích khác, bao gồm cả caffein
- (F16) Rối loạn tâm thần và hành vi do sử dụng các chất gây ảo giác
- (F17) Rối loạn tâm thần và hành vi do sử dụng thuốc lá
- (F18) Rối loạn tâm thần và hành vi do sử dụng dung môi dễ bay hơi
- (F19) Rối loạn tâm thần và hành vi do sử dụng nhiều loại ma túy và các chất tác động tâm thần

### Tâm thần phân liệt, rối loạn dạng phân liệt và rối loạn hoang tưởng (F20-F29)
- (F20) Tâm thần phân liệt
- (F21) Rối loạn kiểu phân liệt
- (F22)Rối loạn hoang tưởng trường diễn
- (F23)Rối loạn loạn thần cấp tính và thoáng qua
- (F24) Rối loạn hoang tưởng cảm ứng
- (F25) Rối loạn phân liệt cảm xúc
- (F28) Rối loạn tâm thần không do nguyên nhân thực thể khác
- (F29)Loạn thần kinh không do nguyên nhân thực thể, không xác định

### Rối loạn khí sắc (cảm xúc) (F30-F39)
- (F30) Giai đoạn hưng cảm
- (F31) Rối loạn cảm xúc lưỡng cực
- (F32) Giai đoạn trầm cảm
- (F33) Rối loạn trầm cảm tái phát
- (F34) Rối loạn khí sắc (cảm xúc) trường diễn
- (F38) Rối loạn khí sắc (cảm xúc) khác
- (F39) Rối loạn khí sắc (cảm xúc) không xác định

### Loạn thần kinh, rối loạn liên quan đến stress và rối loạn dạng cơ thể (F40-F48)
- (F40)  Rối loạn lo âu ám ảnh sợ hãi 
  - (F40.0) Sợ khoảng trống
  - (F40.1) Ám ảnh sợ xã hội
- (F41)  Rối loạn lo âu khác 
  - (F41.0) Rối loạn hoảng sợ
  - (F41.1) Rối loạn lo âu lan tỏa
- (F42)  Rối loạn ám ảnh cưỡng chế
- F43 Phản ứng với stress trầm trọng và rối loạn thích ứng
- (F43) Phản ứng với stress trầm trọng và rối loạn thích ứng
  - (F43.0) Phản ứng stress cấp tính
  - (F43.1) Rối loạn stress sau sang chấn
  - (F43.2) Rối loạn thích ứng
- (F44)  Rối loạn phân ly (chuyển đổi)
- (F45) Rối loạn dạng cơ thể
- (F48)  Rối loạn loạn thần kinh khác

### Hội chứng hành vi kết hợp với rối loạn sinh lý và yếu tố thể chất (F50-F59)
- (F50) Rối loạn ăn uống
  - (F50.0) Chán ăn tâm thần
  - (F50.1) Chán ăn tâm thần không điển hình
  - (F50.2 Ăn ói
- (F51) Rối loạn giấc ngủ không do nguyên nhân thực thể 
  - (F51.0) Mất ngủ
  - (F51.1) Ngủ lịm
  - (F51.2) Nonorganic disorder of the sleep-wake schedule
  - (F51.3) Mộng du (Sleepwalking)
  - (F51.4) Cơn sợ hãi ban đêm (Sleep terrors)
  - (F51.5) Ác mộng
- (F52)Rối loạn chức nǎng tình dục không do rối loạn hay bệnh thực thể
- (F53)Rối loạn hành vi và tâm thần kết hợp hậu sản, chưa được phân loại ở nơi khác 
  - (F53.0Trầm cảm sau sinh
- (F54)Yếu tố hành vi và tâm lý kết hợp với rối loạn hoặc các bệnh đã được phân loại ở các phần khác
- (F55) Lạm dụng chất không gây nghiện
- (F59) Hội chứng hành vi ứng xử không xác định kết hợp với rối loạn sinh lý và yếu tố thể chất

### Rối loạn nhân cách và hành vi ở người trưởng thành (F60-F69)
- (F60.f) Rối loạn nhân cách
  - (F60.0) Rối loạn nhân cách hoang tưởng
  - (F60.1) Rối loạn nhân cách phân liệt
  - (F60.2) Dissocial personality disorder
    - Rối loạn nhân cách chống xã hội

  - (F60.3) Rối loạn nhân cách cảm xúc không ổn định
    - Rối loạn nhân cách ranh giới

  - (F60.4) Rối loạn nhân cách kịch tính
  - (F60.5) Anankastic personality disorder
    - Rối loạn nhân cách ám ảnh cưỡng chế

  - (F60.6) Rối loạn nhân cách tránh né
  - (F60.7) Rối loạn nhân cách phụ thuộc
  - (F60.8) Các dạng rối loạn nhân cách đặc biệt khác
    - Eccentric personality disorder
    - "Haltlose" type personality disorder
    - Immature personality disorder
    - Rối loạn nhân cách ái kỷ
    - Passive-aggressive personality disorder
    - Psychoneurotic personality disorder

  - (F60.9) Personality disorder, unspecified
- (F61) Rối loạn nhân cách khác và hỗn hợp
- (F62) Thay đổi nhân cách kéo dài, không do tổn thương hay bệnh não
- (F63) Rối loạn thói quen và xung động 
  - (F63.0)Cờ bạc bệnh lý
  - (F63.1) Chứng cuồng phóng hoả (chứng gây ra một sự ham muốn phóng hoả không thể kiềm chế nổi)
  - (F63.2) Chứng ăn cắp vặt
  - (F63.3) Chứng giật râu tóc
- (F64) Rối loạn xác định giới tính
- (F65) Rối loạn trong sở thích tình dục 
  - (F65.0) Ái vật
  - (F65.1) Luyến ái giả trang (Fetishistic transvestism-cảm thấy hài lòng về tình dục khi mặc quần áo của những người khác giới)
  - (F65.2) Phô dâm
  - (F65.3) Thị dâm
  - (F65.4) Ái nhi
  - (F65.5) Khổ dâm
  - (F65.6) Multiple disorders of sexual preference
  - (F65.8) Other disorders of sexual preference
- (F65) Rối loạn với hành vi tâm lý và kết hợp với sự phát triển và định hướng tình dục
- (F68) Rối loạn khác về hành vi và nhân cách ở người trưởng thành
- (F69) Rối loạn không xác định về hành vi và nhân cách ở người trưởng thành

### Chậm phát triển tâm thần (F70-F79)
- (F70)Chậm phát triển tâm thần nhẹ
- (F71)Chậm phát triển tâm thần trung bình
- (F72) Chậm phát triển tâm thần nặng
- (F73)Chậm phát triển tâm thần nghiêm trọng
- (F78) Chậm phát triển tâm thần khác
- (F79) Chậm phát triển tâm thần không xác định

### Rối loạn phát triển tâm lý (F80-F89)
- (F80)  Rối loạn đặc hiệu về phát triển lời nói và ngôn ngữ
- (F81) Rối loạn đặc hiệu về phát triển các kỹ nǎng học tập 
  - (F81.0) Chứng khó viết
    - Chứng khó đọc
- (F82) Rối loạn phát triển đặc hiệu chức nǎng vận động
- (F83) Rối loạn phát triển đặc hiệu hỗn hợp
- (F84) Rối loạn phát triển lan tỏa 
  - (F84.0) Tự kỷ
  - (F84.2) Hội chứng Rett
  - (F84.5) Hội chứng Asperger
- (F88) Rối loạn phát triển tâm lý khác
- (F89) Rối loạn phát triển tâm lý không xác định

### Rối loạn về hành vi và cảm xúc với sự khởi bệnh thường xảy ra ở lứa tuổi trẻ em và thiếu niên (F90-F98)
- (F90) Rối loạn tǎng động 
  - (F90.0) Disturbance of activity and attention
    - Rối loạn tăng động giảm chú ý
    - Attention deficit syndrome with hyperactivity
- (F91) Rối loạn cư xử
- (F92) Rối loạn hỗn hợp về cư xử và cảm xúc
- (F93) Rối loạn cảm xúc với sự khởi phát đặc biệt ở trẻ em
- (F94) Rối loạn hoạt động xã hội với sự khởi phát đặc biệt ở trẻ em và thiếu niên
  - (F94.0) Câm tùy lúc
- (F95) Rối loạn máy giật Tic
- (F98) Rối loạn cảm xúc và hành vi khác với sự khởi phát thường xảy ra ở trẻ em và thiếu niên
  - (F98.5) Nói lắp

### Rối loạn tâm thần không xác định (F99)
- (F99) Rối loạn tâm thần, không xác định